# Gluta megalocarpa
Gluta megalocarpa là một loài thực vật có hoa trong họ Đào lộn hột. Loài này được (Evrard) Tardieu mô tả khoa học đầu tiên năm 1962.